# Josef Bauer
Pour les articles homonymes, voir Josef Bauer (officier SS) et Bauer.
Josef Bauer (né le 10 juin 1915 à Wasserburg am Inn et mort le 15 juillet 1989 dans la même ville) est un homme politique allemand (CSU).

## Biographie
Bauer, qui est catholique romain, termine ses études en 1932 avec le certificat de fin d'études secondaires. Il suit un apprentissage de laitier (1932-1934) puis une formation commerciale jusqu'en 1937 et enfin il reprend l'entreprise laitière parentale J. Bauer. De 1934 à 1935, il est officier de la Reichswehr et de 1939 à 1945 de la Wehrmacht, plus récemment au grade de capitaine. En 1946, Bauer réussit l'examen de maître de laiterie. Il siège également au conseil d'administration de l'association professionnelle des laiteries privées bavaroises et des fromageries et est membre du comité de négociation collective de l'industrie laitière. Il vit à Wasserburg am Inn.
En 1937, Josef Bauer rejoint le NSDAP (numéro de membre 5 356 522). En 1951 Bauer devient membre de la CSU et à partir de 1953, il est conseiller municipal à Wasserburg. Il est membre du Bundestag de 1953 à 1969. De 1963 à 1969, il est vice-président du groupe régional CSU au sein du groupe parlementaire CDU / CSU. Il représente la circonscription d'Altötting au Bundestag. De 1972 à 1984, il est membre du conseil de l'arrondissement de Rosenheim, après avoir appartenu au conseil de l'arrondissement de Wasserburg am Inn de 1955 à 1972.
De 1970 à 1972, il travaille comme administrateur de l'arrondissement de Wasserburg am Inn.

## Récompenses
- 1963: Ordre bavarois du Mérite
- 1968: Officier de l'Ordre du Mérite de la République fédérale d'Allemagne